# АСКАП (радиоинтерферометр)
«АСКАП» (англ. Australian Square Kilometre Array Pathfinder, ASKAP, рус. Австралийский следопыт квадратно-километровой решётки) — радиоинтерферометр в обсерватории «Мерчисон» на западе Австралии. Представляет собой комплекс из 36 антенн диаметром 12 метров каждая, объединённых в один интерферометр.
Официально «АСКАП» вступил в строй 5 октября 2012 года.
Инструмент принадлежит австралийскому государственному учреждению CSIRO.
Представляет собой первую фазу в строительстве крупнейшего в мире радиотелескопа Square Kilometre Array (SKA), постройку которого планируется завершить к 2020 году.

## Расположение
«АСКАП» находится на западе Австралии в 200 км на запад от города Микатарра, и в 315 км к северо-востоку от города Гералдтон в радиоастрономической обсерватории.

## Строительство
Строительство началось в начале 2010 года. Все 36 антенн и инфраструктура станции были построены к середине 2012 года.

## Финансирование
Постройка «АСКАП» обошлась в 155 млн долларов.